# Uhta (település)
Uhta (oroszul: Ухта) város Oroszország európai részén, Komiföldön. A köztársaság második legnépesebb városa, földgáz- és olajiparának központja.
Lakossága: 99 591 fő (a 2010. évi népszámláláskor).
Korábbi neve Csibju (azonos az itteni kisebb folyóéval), ezt 1939-ben változtatták Uhtára. Az Uhta folyó neve finnugor eredetű, az Uhta, illetve Ohta számos északi vízfolyás nevében előfordul.

## Fekvése, éghajlata
Komiföld központi részén, Sziktivkartól 333 (325) km-re északkeletre, a Tyiman-hátság déli részén terül el. Az Uhta folyó partján, mellékfolyója, a Csibju torkolatánál épült.
Vasútállomás a Komiföldet délnyugat–északkeleti irányban átszelő Kotlasz–Vorkuta vasúti fővonalon.
Éghajlata mérsékelten kontinentális. A levegő évi középhőmérséklete: –0,5 °C. A januári középhőmérséklet –16,5 °C, a júliusi 16,5 °C. A valaha mért legalacsonyabb hőmérséklet –49,0 °C (1978), a legmagasabb 34,0 °C (2007). A csapadék mennyisége éves átlagban 555 mm; a legtöbb csapadék július–augusztusban érkezik.
Ezen a vidéken május végétől egy hónapon át tartanak a „fehér éjszakák”.

## Története
A mai Uhtához közeli olajlelőhelyek létezéséről a 17. század óta tudtak, a 18. század közepén kezdetleges kitermelést is folytattak (kb. húsz évig). Az Uhta folyó medencéjében a 19. század közepén fúrták az első olajkutakat, a századfordulón állami olajkutató expedíciót is szerveztek.
Uhtát és első üzemeit az alapítástól kezdve 1953-ig alapvetően a Gulag foglyai építették. 1929 augusztusában elítéltekből és őrszemélyzetből álló 125 fős „expedíció” érkezett a Csibju torkolatához, köztük több geológus és más szakember is.  Feladatuk volt többek között az uhtai olajlelőhelyek ipari hasznosíthatóságának felmérése és újabb lelőhelyek felkutatása. Elkezdődött a láger és egyúttal a leendő település építése, és a következő év őszén olajat adott az első kút. Húsz km-rel arrébb (a mai Vodnij helyén) kémiai laboratóriumot hoztak létre, melyben a radioaktív vizet, a földgáz és a kísérőgáz jellemzőit vizsgálták, majd ennek alapján megszervezték a rádiumkoncentrátum kinyerését a földalatti ásványi vizekből.
1931 második felétől az itteni bázis az Uhta és a Pecsora folyók közötti hatalmas területen felállítandó lágerek – orosz rövidítéssel: UhtPecsLag – központja lett. A lágerek foglyai építették többek között az Uszty-Vim és Csibju (Uhta) közötti 260 km-es utat (1930–1933) és az 1267 km hosszú  Kotlasz–Vorkuta vasútvonalat. Az uhtai állomásra 1939 októberében futott be az első személyvonat (a teljes vasútvonalon az állandó forgalom 1942-ben indult meg). 1941-ben a település tágabb körzetében új földgáz- és olajlelőhelyeket tártak fel. Közben Uhta is kezdett kiépülni és 1943-ban városi rangot kapott. A háború után nagy erőkkel láttak hozzá az olaj- és földgázipar, a feldolgozóipar létesítményeinek felépítéséhez, az építőanyag- és az építőipar is fejlődésnek indult. 

## Népesség
- 1959-ben 36 154 lakosa volt.
- 1979-ben 87 467 lakosa volt.
- 1989-ben 110 548 lakosa volt.
- 2002-ben 103 340 lakosa volt.
- 2010-ben 99 591 lakosa volt, melynek 81,6%-a orosz, 7,5%-a komi, 4,2%-a ukrán, 1,1%-a fehérorosz és 1,1%-a tatár.

## Gazdasága
Uhta Komiföld ipari, elsősorban földgáz- és olajipari központja. Vezető iparvállalata a kőolajfinomító kombinát, ahol többek között benzint, repülőbenzint, bitument, alacsony dermedéspontú kenőanyagokat és más finomítványokat állítanak elő. Az alapítás évének 1934-et tartják, amikor a kis üzemben elkezdtek termelni benzint. Az 1950-es évek közepéig a gyár is a Gulag rendszerének része volt. A 20. század végén a Kominyefty részvénytársasághoz tartozott, a századfordulón került át a Lukoil mamutvállalathoz. Azóta tart az elhanyagolt üzemek és az elavult technológia korszerűsítése.
A városban van a Gazprom óriáskonszern egyik nagy leányvállalatának (Gazprom Transzgaz Uhta) központja. Fő tevékenysége a kitermelt földgáz csővezetéken történő szállítása Oroszország északnyugati területein. Története 1967-ben, a vuktili földgázlelőhely kiaknázásával kezdődött, 2014-ben több mint 11 000 km-nyi gázvezeték hálózattal rendelkezett. Üzemelteti többek között az északkeleti Vuktilból Uhtán át Torzsokba kiépített távolsági csővezetéket, annak kompresszorállomásait és egyéb létesítményeit. Folyamatban van és 2016-ra befejeződik a Jamal-félszigetről Komiföldön át délnyugat felé irányuló, több mint 2200 km-es Bovanyenkovo–Uhta távolsági földgázvezeték kiépítése.
Az uhtai acélszerkezeti gyár (2012 óta SztalKonsztrukcija néven) nagyméretű fémszerkezetek, például hídszerkezeti egységek, gyárépületekhez és stadionokhoz fémvázak, nagy űrtartalmú tartályok készítését és helyszíni összeszerelését végzi. A nagy múltú Uhtai Mechanikai Gyár, ahol sokáig az északi tájak építkezéseihez gyártottak különleges toronydarukat, 2012-ben csődbe ment.

## Oktatás, kultúra
A város felsőfokú oktatási intézménye az Uhtai Állami Műszaki Egyetem. 1967-től ipari főiskola volt, 1999-ben nyilvánították és szervezték át egyetemmé. Kilenc épületében négy intézet és hat kar működik, kb. 8000 hallgatója van. Vorkutában és Uszinszkban is van kihelyezett tagozata.
Középfokú szakképesítést nyújtó intézmények:
- Bánya- és olajipari technikum (kolledzs); az 1930-as években alakult szénbányászati profillal, a 21. század elején elsősorban gáz- olajipari szakembereket képez[11]
- Vasúti közlekedési technikum; a Szentpétervári Közlekedési és Távközlési Egyetem (?) fiókintézménye[12]
- Ápolóképző tanintézet (kolledzs); 1986-ban alapították[13]

### Múzeumok
A járási múzeumi egyesüléshez öt kisebb múzeum tartozik, közül két természetrajzi és két helytörténeti múzeum Uhtában van. A Gulag uhtai történetét és áldozatait ismertető, 1981-ben alapított múzeum egy különálló faházban található. Anyagának egy részét a Memorial Társaság helyi szervezetének önkéntesei gyűjtötték.